# Sala, Lettland
Sala (tyska: Holmhof) är en ort i sydöstra Lettland, cirka 110 kilometer öster om huvudstaden Riga. Sala ligger 83 meter över havet och antalet invånare är 1 691. Orten utgör centralort i Sala kommun

## Geografi
Terrängen runt Sala är platt. Runt Sala är det glesbefolkat, med 8 invånare per kvadratkilometer. Närmaste större samhälle är Jēkabpils, 5,8 km öster om Sala. I omgivningarna runt Sala växer i huvudsak blandskog.

### Klimat
Trakten ingår i den hemiboreala klimatzonen. Årsmedeltemperaturen i trakten är 3 °C. Den varmaste månaden är juli, då medeltemperaturen är 18 °C, och den kallaste är februari, med −11 °C.